# Sheila Carter
Sheila Carter Sharpe (precedentemente coniugata Grainger, Forrester e Warwick) è un personaggio delle soap opera statunitensi Febbre d'amore e Beautiful, interpretato da Kimberlin Brown dal 1990 al 1998, dal 2002 al 2003, dal 2005 al 2006, dal 2017 al 2018 e dal 2021. In precedenza il personaggio è stato interpretato da Michelle Stafford dal 2006 al 2007. Nella storia delle soap opera statunitensi Sheila è annoverata tra i personaggi più cattivi, oltre che tra quelli fatti morire e resuscitare più volte.

## Casting e creazione
Il ruolo è stato interpretato da Kimberlin Brown per un totale di 16 anni. La sua prima interpretazione è stata in Febbre d'amore da maggio 1990 a maggio 1992, quando il personaggio è passato a Beautiful (dal 21 maggio 1992 al 2 ottobre 1998, dal 24 maggio a 5 novembre 2002, e di nuovo dal 26 settembre al 10 ottobre 2003). Pur essendo una componente del regolare cast di Beautiful, Brown è tornata a The Young and the Restless in diverse occasioni, dal 27 ottobre 1992 fino al 2 marzo 1995.
A luglio 2005, dopo un'assenza di 10 anni da The Young and the Restless, è stato annunciato che Brown avrebbe dovuto riprendere il ruolo. In quel momento, Brown recitava in Una vita da vivere come Paige Miller sulla rete ABC, che ha scelto di lasciare quando ABC non è riuscita a sostenere gli stessi termini finanziari del contratto offertole da CBS. Brown è tornata il 5 agosto 2005 rimanendo fino all'11 gennaio 2006; tuttavia il suo personaggio è stato reinserito a dicembre di quel anno, sebbene non interpretato da Brown, ma da Michelle Stafford, che impersonava anche Phyllis Summers. Sulle ragioni di non interetare più quel ruolo, l'attrice ha detto: "Ho avuto un brutto incidente l'anno scorso, e quando mi hanno voluto indietro a novembre, non potevo davvero in quel momento, ed è per questo che sono tornata a impersonare qualcun altro". Stafford ha interpretato il ruolo solo per due mesi fino al 9 febbraio 2007, quando Sheila è stata colpita da un'arma da fuoco dalla sua nemica di lunga data Lauren Fenmore e presumibilmente uccisa.
Nel 2009, indiscrezioni hanno ipotizzato che Brown avrebbe ripreso il ruolo in Beautiful, seguito da altre voci che speculavano sul suo ritorno a The Young and the Restless. "Recentemente ho ricevuto una telefonata da Brad Bell, sceneggiatore e produttore esecutivo di Beautiful, che mi chiedeva se sarei interessato a tornare e ho detto, 'Certo!' Il problema del daytime è che le trame sono [scritte] con largo anticipo, non si sa mai quando [potrebbe essere necessario]", ha detto Brown al momento. Alla domanda su dove il suo alter ego potrebbe "nascondersi", Brown ha detto: "Mi sto ancora riprendendo dall'incidente automobilistico, ora Sheila si nasconde nella Carolina del Nord giocando a golf, ma non preoccupatevi: Sheila ritorna sempre!".
A giugno 2017, Kimberlin Brown ha ripreso il ruolo di Sheila in Beautiful. Il produttore esecutivo Brad Bell ha annunciato che con Kimberlin Brown era stato firmato un accordo di un anno con il serial.
Rientra nel ruolo il 6 agosto 2021: è la mamma naturale di John Finnegan "Finn". Il 26 febbraio 2024, esce apparentemente di scena in modo definitivo, quando viene pugnalata a morte dalla nuora Steffy Forrester ma successivamente si viene a scoprire che in realtà Steffy ha ucciso Sugar, che in passato aveva assunto le sembianze di Sheila grazie alla chirurgia plastica; La vera Sheila Carter, sequestrata da Sugar, è stata trovata e tratta in salvo da suo figlio Finn e da Deacon Sharpe.

## Sviluppo del personaggio
"Ha sedotto il marito di un'altra donna e rubato il loro bambino ... ma se pensate che questo possa essere audace, tenetevi forte ... perché la mano che ha scosso The Young and the Restless ora sta scuotendo The Bold and the Beautiful. Sheila vive ... - così CBS promuoveva il ritorno di Kimberlin Brown come Sheila.
Sul tema delle "lotte tra le due donne", Sheila e Lauren, Brown ha detto: "Alle persone piacciono le rivalità femminili perché possiamo farla franca con ciò che non puoi farla franca nella vita di tutti i giorni. Vivono indirettamente attraverso di me. Ci potrebbe poi essere qualche [ragazzo] con il quale potresti desiderare di metterti un giorno, e non puoi, ma puoi accendere la TV e vedere Sheila farlo, e farla franca. Essere cattivo e combattere e alla fine della giornata, sei ripagato". Sull'argomento di Sheila che "terrorizza" sia la città di Genoa City che Los Angeles mentre era in entrambe soap opera, Brown ha detto: "Sai, sono venuta a Los Angeles per iniziare una nuova vita e, beh, non mi l'hanno resa così facile. Così ho potuto sparare con una pistola una o due volte, ma non è stata colpa mia, sai cosa, la gente ottiene quello che si merita, lo fa davvero". A proposito della personalità di Sheila, Brown ha detto: "Sheila è semplicemente malvagia, ma non c'è nulla di spregevole in quello che fa, [voglio dire] è molto schietta, è manipolatrice ma mai in un modo infido, per fare le cose nel modo in cui vuole farlo. Quando vuole essere carina ed essere diplomatica e quando tutte queste cose non funzionano più, lei scatta". Sulla relazione di Sheila con Stephanie Forrester, Brown ha detto: "Stephanie mi ha reso la vita infelice. Comunque, ho sparato a Stephanie. L'ho fatto. Stephanie sentiva che poteva essere una genitrice migliore per mio figlio di quanto lo fossi io. E sai cosa, non tieni una madre come Sheila lontana da suo figlio, semplicemente non lo devi fare. E Stephanie non poteva fermarmi, "Per essere un buon cattivo, devi rendere il personaggio reale per te".

## Biografia del personaggio

### Esordi aFebbre d'amore
Originaria del Michigan, Sheila Carter è un'infermiera che lavora all'ospedale di Genoa City. Ivi si innamora del dottor Scott Grainger, già sposato con Lauren Fenmore, seppur in crisi. Sheila lo droga e riesce a passarvi una notte, rimanendo incinta. Nello stesso momento, anche Lauren rimane incinta di Scott, ma non lo comunica. Quindi divorzia da Lauren e sposa Sheila.
Sheila abortisce e nasconde il fatto a Scott. Per mantenere il rapporto, Sheila rapisce il figlio di Lauren all'ospedale, sostituendolo con Dylan, bambino comprato al mercato nero, mentre Scotty per qualche tempo venne fatto passare come figlio di Sheila e Scott. Dylan successivamente muore di meningite, gettando nella disperazione Lauren.
Nel frattempo, la madre di Sheila, Molly Carter, scopre l'imbroglio della figlia e cerca di avvisare Lauren e Scott, ma senza riuscirvi a causa di una trombosi. Sheila, per evitare guai, allontana la madre da alcune amiche nel Michigan. A sua volta, Lauren scopre l'imbroglio di Sheila ma quest'ultima, fuori controllo, rapisce e rinchiude la madre e Lauren in una fattoria e minaccia di ucciderle.

### Il sequestro di Lauren e l'incendio alla fattoria
Dopo numerosi scontri, e un combattimento in laboratorio, Sheila chiama Lauren nella speranza di non trovarvi Scott, ma è proprio lui a rispondere e Sheila riattacca immediatamente infuriandosi. Il giorno successivo, Sheila acquista una pistola e porta con sé un rotolo di nastro adesivo, recandosi successivamente da Lauren. Le due donne discutono prima che Lauren riceva una chiamata da Molly che chiede alla donna di recarsi immediatamente da lei in Michigan.
Lauren si segna di nuovo l'indirizzo e poi tenta di andarsene, ma Sheila la blocca per un braccio. Le due lottano e dopo che Sheila riesce a sbattere a terra Lauren la minaccia con la pistola e subito dopo la rapisce. Dopo aver legato con il nastro adesivo Lauren, Sheila prende la macchina e viaggia verso il Michigan. Molly terrorizzata quando vede arrivare Sheila, chiede a Naomi e Doris di non lasciarla da sola con la figlia. Nonostante le proteste di Molly, le due se ne vanno. Sheila poi esce per un secondo e quando torna porta con sé Lauren, legata e imbavagliata.
Dopo un lungo discorso di Sheila, quest'ultima punta la pistola verso Lauren, salvo poi sparare al televisore di casa (regalato da Lauren a Molly tempo a dietro), Sheila decide così di prendere un taglierino per rimuovere il nastro adesivo sulla bocca di Lauren, decidendo poi di strapparlo con le mani provocando dolore a Lauren. Sheila poi fa in modo che Lauren venga a sapere da Molly che suo figlio non è morto, ma che in realtà suo figlio è Scotty, scambiato da Sheila alla nascita. Lauren è felice di sapere che suo figlio è vivo, ma poi si preoccupa quando Sheila le dice che non ha intenzione di lasciarla andare. Le tre vengono poi interrotte dall'arrivo di un tecnico del gas, del cui arrivo però è consapevole solamente Sheila. La donna poi torna nella stanza dove si trovano sua madre e Lauren e quest'ultima colpisce Sheila con un calcio e Sheila finisce a causa di questo per urtare contro un tavolino facendo cadere una lampada. Ha quindi inizio un incendio e Lauren e Molly rimangono da un lato, mentre Sheila si trova dall'altro. Paul e la sua assistente Lynn sospettando qualcosa arrivano lì giusto in tempo per salvare Lauren e Molly prima che la casa venga completamente distrutta. La polizia trova poi un corpo carbonizzato e completamente irriconoscibile e tutti presuppongono si tratti di Sheila. In realtà la persona morta è il tecnico del gas, mentre Sheila utilizzando il camion dell'uomo si reca ad un bar. Ben consapevole del fatto che ormai non può più tornare a Genoa City, Sheila vede un annuncio per un'infermiera da parte della "Forrester Creations". Chiama quindi l'azienda e Eric acconsente a concederle un colloquio, cosa che le da speranza di ricostruirsi un nuovo futuro a Los Angeles.

### Gli anni aBeautiful
Sheila venne assunta come infermiera alla Forrester Creations e poi come baby sitter di Rick Forrester, figlio di Eric Forrester e Brooke Logan (della quale divenne amica), dopo aver minacciato la vecchia baby sitter, Judy, e la sua famiglia, causandole un incidente che la renderà invalida a vita.
Sheila ed Eric si innamorarono, nonostante la prima moglie di Eric, Stephanie sospettasse che Sheila fosse una donna pericolosa. La seconda moglie di Eric, Brooke, madre di Rick, era incinta del suo secondogenito, ma non sapeva se il padre fosse Eric o il suo figlio maggiore, Ridge. Per tenere legato a sé Eric, dopo che nacque Bridget, Sheila falsificò il test di paternità e Bridget risultò figlia di Ridge. Dopo che la guardia di sicurezza Mike Guthrie scoprì il passato di Sheila, minacciò di raccontare tutto ai Forrester, ma Sheila lo fece attaccare da un doberman.
Nel frattempo, Lauren Fenmore scoprì che Sheila era viva e che viveva a Los Angeles. Lauren minacciò di raccontare tutto ai Forrester, ma Sheila riuscì a farla stare zitta, minacciando di rovinare il suo matrimonio con le prove di un suo tradimento. Preoccupata per le minacce di Lauren, Sheila abbandonò Eric all'altare ma riapparve quando tutti gli ospiti se ne andarono, e i due riuscirono a sposarsi. Con l'aiuto di Sheila, Brooke scoprì di essere l'unica detentrice dei diritti sulla formula  del Belief, e grazie a questo ottenne la presidenza della Forrester Creations ai danni di Eric. Il matrimonio dell'uomo con Sheila entrò in crisi e la Carter suggerì al marito di prendersi una vacanza all'isola di Catalina per cercare di recuperare il loro rapporto. Nello stesso albergo, c'erano anche Lauren e Scott, e Lauren era propensa a raccontare tutta la verità ad Eric, ma fu fermata dall'aggravarsi della malattia di Scott, che successivamente morì pregando Lauren di dare un'altra possibilità a Sheila. La donna, intanto, per evitare di sentirsi esclusa dalla vita di Eric, decise di dargli un figlio, ma Eric, di nascosto dalla moglie, si era sottoposto a una vasectomia. Sheila passò una notte con l'avvocato Connor Davis, poi andò da Eric dicendogli di essere incinta di lui (Eric). Forrester allora le disse la verità e le chiese il divorzio.
Per un periodo, Sheila andò dallo psichiatra Jay Garvin, amico di James Warwick, che cercò di carpire informazioni su Sheila dall'amico. Sheila, durante una seduta, lo buttò accidentalmente giù dal balcone. James seppe del passato di Sheila dopo che questa ebbe un violento scontro con Lauren, durante il quale la Fenmore rischiò di morire annegata dalla Carter. Subito dopo, Sheila rapì James con l'aiuto di Mike, e lo imprigionò per qualche tempo nella cantina di una casa (Houdini House). Quando James scappò, arrivando a casa Forrester, Sheila minacciò con una pistola Stephanie, Eric, Ridge, Brooke, Lauren e lo stesso James. Alla fine, però, tentò il suicidio ingoiando una dose di veleno. Venne ricoverata per un periodo in una clinica psichiatrica, dopo il quale frequentò per un periodo Grant Chambers e poi puntò gli occhi su James. Durante alcune sedute, gli confidò la sua infanzia difficile, vittima degli abusi del padre e si vendicò del brutto periodo avvelenandolo.
Successivamente incontrò Maggie Forrester, e presto scoprì che la donna era l'ex cognata di Eric, quindi pensò di uccidere Stephanie con delle pillole di mercurio, facendo ricadere la colpa su Maggie. Quest'ultima, però, scoprì la verità, e le due ebbero uno scontro violento. Successivamente, cercò di dimostrare a James di essere cambiata, così che lo psichiatra si innamorasse di lei; invece Warwick si innamorò di Maggie. Sheila rapì Maggie, ma fece colpo su James rilasciandola in brevissimo tempo. Maggie e James si sposarono. Sheila tuttavia rimase incinta di James, e Maggie decise di ospitare temporaneamente Sheila da lei e dal marito finché non fosse nato il bambino, che poi sarà dato a James e Maggie. Dopo la nascita della piccola Mary, Sheila si trasferì nella Death Valley, dove conobbe Amber Moore, e la convinse a offrirsi come baby-sitter per Mary a James e Maggie, in modo tale che potesse vederla. Scoperta la cosa, James, mentendo, propose a Sheila di sposarlo per ottenere la piena custodia di Mary. Quando però Sheila si rese conto di esser stata presa in giro, tentò il suicidio buttandosi giù da una rupe. James, colpito, decise di prendersi cura di Sheila. Maggie, infuriata, in ospedale, tolse il respiratore artificiale a Sheila, che tuttavia venne salvata dai dottori, e Maggie venne arrestata. Quando fu rilasciata, con l'aiuto di Mike e di suo fratello Martin, rapì Sheila e la imprigionò nella casa di Psycho, ma la donna riuscì a scappare e a tornare da James, dove per un periodo visse serenamente. Maggie, allora, si alleò con Lauren per fare in modo di riportare Sheila alla follia e quindi tornare con James; il piano (che consisteva nel far rivivere a Sheila il momento in cui paralizzò la baby sitter Judy e l'uccisione del dottor Garvin) fallì miseramente e Maggie, rendendosi conto di non avere più speranze, lasciò Los Angeles per trasferirsi a Londra dalla figlia Jessica.
Quando iniziò un'amicizia tra James e Stephanie, Sheila, folle di gelosia, minacciò di annegare Stephanie in piscina, poi, per evitare che la donna raccontasse a tutti ciò che aveva tentato di fare, si presentò da Stephanie con una ciocca di capelli di suo nipote Thomas. Sheila venne arrestata ma riuscì ad evadere di prigione, e, giunta in casa Forrester, dopo aver sparato a Stephanie e dopo aver avuto una colluttazione con Amber, riuscì a portare con sé la piccola Mary e si trasferirono altrove.

### Il ritorno a Los Angeles
Sheila, per non farsi scoprire, cambia vita e anche il nome alla figlia, che d'ora in poi sarà Erica Lovejoy, in onore dell'unico uomo che abbia amato a Los Angeles. Erica, ormai adolescente, è una fan della stilista Amber Moore, sposata con Rick. Erica si presenta a trovare Amber in ospedale, dopo che questa ha perso la sua bambina, e riesce a diventare la baby sitter del piccolo Eric. Sheila si presenta improvvisamente da Erica, inizialmente mettendola in guardia dai Forrester, poi però, quando scopre che Erica è già in sintonia con Rick, convince la figlia a entrare più in sintonia con lui. Sheila quindi paga Lance, un proprietario dell'appartamento di Erica, affinché droghi Amber, rendendola dipendente da un farmaco che la fa rimanere tranquilla. Quando però Lance comincia a ricattare Sheila dicendo che racconterà tutto ad Amber, la donna lo uccide liberando un alveare di api assassine nel suo appartamento.
In seguito, Amber affronta Erica, che cade e batte la testa contro la scrivania dell'ufficio, e Amber si sente colpevole. All'ospedale, Sheila, travestita da infermiera, minaccia Amber dicendole di stare alla larga da sua figlia. Amber decide di indagare andando nell'appartamento di Erica, ma Sheila tenta di ucciderla colpendola con un sasso. Il sasso colpisce e rompe il vetro della finestra, e Amber viene arrestata.
Sheila incontra Massimo Marone e ne rimane affascinata; i due iniziano una relazione, ma quando rischia di essere scoperta da Stephanie, decide di non incontrarlo più.
Successivamente, guardando un album della famiglia Forrester, Erica vede una foto di sua madre assieme ad Eric, e capisce che è stata sposata con lui. È ferita quando Rick pensa che Sheila sia una manipolatrice, e che anche la figlia sarà diventata così. Erica affronta la madre, e Sheila sprona la figlia a farsi mettere incinta da Rick. Per fare in modo che ciò accada, Sheila, rivelandosi ad Amber, la rapisce e le rivela il suo piano. Nel frattempo, chiama Massimo, e Stephanie, che è con lui, riconosce la sua voce e mette in guardia l'amico su Sheila, rivelandole tutto ciò che ha fatto in passato. I due riescono a salvare Amber.
Sheila si presenta da Eric per cercare di mettere una buona parola su sua figlia, ma al rifiuto dell'uomo lo minaccia con una pistola. Taylor arriva in casa Forrester e cerca di convincerla a non sparare, altrimenti perderà per sempre sua figlia. Sheila sta quasi per crederle, ma l'arrivo improvviso di Brooke fa riemergere la rabbia di Sheila, che sta per spararle, ma Taylor la ferma e viene colpita dall'arma, così come Brooke, che tenta di fermare la Carter, che poi verrà disarmata e arrestata. Portate in ospedale, Brooke si salva, mentre Taylor muore (in realtà verrà salvata dal principe Omar). Erica, disgustata dalle azioni della madre, va a trovarla per l'ultima volta in carcere e chiude definitivamente i rapporti con lei. Dopo aver avuto dei confronti con Ridge, che le vomita addosso tutto il suo odio tentando anche di strangolarla, e con Stephanie, che minaccia di uccidere quando uscirà di lì, Sheila esce di scena, trascorrendo un periodo in carcere.

### A Puerto Vista
Sheila riesce ad evadere dal carcere grazie all'aiuto di Sugar, che diventa sua complice, e rapisce Ridge, portandolo in una fornace di Puerto Vista, luogo ove Ridge si trova in luna di miele con Brooke. Nick tenta di salvare Ridge, ma finisce anche lui prigioniero di Sheila e Sugar. Viene chiesto un riscatto di 10 milioni di dollari a Massimo, padre biologico dei due uomini. Massimo ordina di arrestare Sheila, ma è costretto a desistere quando Sheila gli presenta una bambina, Diana, e gli rivela che è la loro figlia. Massimo non le crede, allora Sheila, prima di essere arrestata, rivela a tutti che non avrebbe mai rapito Ridge se solo qualcuno l'avesse amata e protetta. Scoppia una rissa: Sheila tenta di spingere Brooke in un forno, ma Ridge riesce a salvarla, finendo però dentro al forno. Verrà poi salvato da una donna dell'isola. Approfittando della confusione, Sheila e Sugar riescono a fuggire.

### Il ritorno aFebbre d'Amoree la "morte"
Sheila ritorna a Genoa City nell'agosto 2005 e, sotto il falso nome di Brenda Harris, inizia ancora una volta a terrorizzare Lauren, circuendo e mettendo contro di lei il suo ormai adulto figlio Scott. Viene presto rivelato che la donna nell'istituto di igiene mentale che tutti credevano essere Sheila è in realtà Sugar: la Carter l'aveva ingannata, convincendola a sottoporsi a un intervento di plastica facciale per essere uguale a Sheila, e poi la consegnò alla polizia; nel frattempo, la vera Sheila acquisì l'identità di un'altra persona, Jennifer Mitchell, ricorrendo pure a un travestimento. Si alleò con Tom Fisher, che la aiutò ad avvelenare Lauren con una collana che Scott avrebbe offerto a sua madre come regalo.
Quando Lauren progetta una cena col suo fidanzato Josen Baldwin, Sheila la persuade a tentare il suicidio gettandosi da una scarpata. Lauren, intossicata dalla collana avvelenata, crede che Sheila sia un'allucinazione e prima di gettarsi dalla rupe, è salvata da Michael e portata in ospedale. Là, Sheila entra in azione come infermiera, sempre sotto il falso nome di Jennifer, e tenta di uccidere Lauren con un'iniezione ma è interrotta.
Nel dicembre 2005, convince Tom ad aiutarla a rapire Lauren dallo yacht mentre è in luna di miele con Michael. Mette una bomba sullo yacht, sperando di uccidere sia Lauren che Michael, ma qualcosa va storto e rimane intrappolata nello yacht. Tom lascia le due donne, ma viene ucciso da John Abbott. Quando lo yacht viene distrutto, Sheila salva la vita a Lauren, che rimane attonita. Sheila poi scappa ed è vista per l'ultima volta nel gennaio 2006 da un chirurgo estetico, mentre chiede una plastica facciale.
Alla fine del 2006 viene rivelato che a Paul fu nascosto del fatto che Sheila (che nel frattempo ha preso le sembianze di Phyllis Newman) era ancora viva; lui quindi l'ha tenuta rinchiusa in una gabbia. Comunque, Sheila (ora interpretata quindi da Michelle Stafford) era determinata a scappare e prendere il posto di Phyllis per infiltrarsi nelle vite di Michael e Lauren. Viene liberata dalla sua prigione, ingannando e tentando di uccidere la fidanzata di Paul, e rinchiudendo poi l'uomo e Maggie nella cella. Sheila e Phyllis hanno poi un faccia a faccia, durante il quale Sheila sequestra Phyllis e i suoi bambini. Michael nel frattempo riesce a liberare Stephanie e Maggie, portandoli in ospedale. Lauren riesce a trovare il luogo dove Sheila sequestra Phyllis e i suoi bambini e, armata di pistola, vede le due Phyllis. Sheila usa una delle bambine come scudo. Lauren, allora, capendo che la vera Phyllis non avrebbe mai fatto una cosa simile, punta la pistola contro Sheila e la uccide.

### Il ritorno aBeautifule la rivalità con Quinn Fuller

Sheila Carter alla sua riapparizione in Beautiful nel 2017

Sheila, nel 2017, ritorna a Los Angeles con l'intento di redimersi per gli errori passati chiedendo aiuto a Katie Logan. Tuttavia si ritrova coinvolta nel tentato omicidio di Quinn Fuller come principale sospettata. Così finisce in carcere, anche per aver violato l'ordine restrittivo voluto dai Forrester. Quando si scopre che il responsabile dell'attentato a Quinn è Deacon Sharpe, Eric comprende che Sheila è estranea alla vicenda e la fa scarcerare.
Intenzionata ad andarsene da Los Angeles, Sheila si imbatte in Brooke al ristorante Il Giardino e, nello scusarsi per i mali che ha causato alla donna in passato, comprende che questa nutre dei sentimenti di antipatia verso Quinn. Incontrato Charlie Webber, capo della sicurezza della Forrester, si spaccia per una vecchia amica dei Forrester, riuscendo a fargli confessare i sospetti sulla presunta relazione segreta tra Quinn e Ridge. A questo punto Sheila, dopo aver affrontato velatamente Quinn per ottenere conferma ai suoi sospetti, decide di andare da Eric e confessare tutta la verità. Inizialmente Eric non crede a Sheila e, furente, le ordina di andarsene, ma proprio in quel momento arrivano Quinn e Ridge, che, spinti da Sheila, ammettono l'esistenza della relazione, pur sottolineando di non essere andati oltre ai baci. Eric non crede alle loro parole e ordina a entrambi di andarsene. Sheila, rimasta sola con Eric, lo abbraccia compiaciuta. Poi, Sheila ricatta Charlie: se non la aiuta economicamente a pagare la stanza d'albergo, lei rivelerà a Pamela che è stato lui a scoprire della relazione tra Quinn e Ridge; Charlie cede. Successivamente, in albergo, Sheila incontra Eric, che la invita nella sua stanza e gli chiede se può andare a villa Forrester a prendere altri vestiti e gli dà le chiavi; lei accetta, ma a villa Forrester incontra Quinn e le due iniziano a litigare. Quinn vuole sapere dove si trova Eric, ma Sheila non glielo dice e torna nella stanza d'albergo di Eric. Quinn rivela a Ridge, Steffy e Liam che Eric è in compagnia di Sheila. Quinn dice a Steffy che Sheila è armata e la ragazza ricorda di quando Sheila ferì sua madre Taylor, facendo credere per anni che lei era morta. Così Steffy prende la pistola di sua nonna Stephanie e, grazie alle sue conoscenze informatiche di Liam, riesce a trovare Eric. Giunti all'albergo, Steffy e Sheila litigano e la Carter rivela la verità sulla questione Eric-Quinn-Ridge. Steffy non vuole crederci e, mentre Sheila vuole convincerla che nella sua borsa non c'è un'arma ma il rasoio di Eric, la ragazza la spara con due proiettili. Sheila cade a terra e viene soccorsa da Eric mentre Liam toglie la pistola dalle mani di Steffy. All'arrivo della sicurezza dell'hotel, Sheila, ferita lievemente al braccio, mente ai due uomini per proteggere Steffy, che poi le chiede scusa. Sheila dopodiché avrà un bacio con Eric, che gli comunica l'intenzione di andare alla villa da Quinn per fargli firmare le carte del divorzio. Quinn, però, riesce a convincerlo a perdonarla. Scopertolo, Sheila è furiosa, ma Eric la invita a lasciare la città. Sheila, però, continua ad insinuarsi nella vita di Eric, fingendo una commozione cerebrale dopo un combattimento ravvicinato con Quinn per manipolare Eric facendola rimanere nella villa di Forrester. Sheila ricatta il suo ex marito, James Warwick, mentendo sulla gravità della sua condizione. Successivamente Sheila inizia a lavorare come cameriera al ristorante Il Giardino; e paga un ragazzo per far corteggiare Quinn, al fine di dimostrare a Eric l'infedeltà della donna, ma anche questo piano fallisce e viene allontanata dai Forrester. Nonostante i suoi piani per riavere Eric siano falliti, Sheila resta a Los Angeles e continua a lavorare a Il Giardino. Un giorno al lavoro Sheila si imbatte in Thorne Forrester e, conoscendo l'ostilità dell'uomo verso Ridge, gli rivela della relazione avuta tra il fratello e Quinn. Un altro giorno, a Il Giardino, Sheila assiste a un litigio tra Ridge e Bill Spencer e, preso dalla rabbia, Ridge chiede a Sheila di uccidere Bill prima che lo faccia lui. Successivamente, appreso dell'arresto di Ridge per il tentato omicidio di Bill, Sheila sorride.

### La rivelazione della maternità di Sheila
Sheila ritorna scandalosamente nella leggendaria villa di Eric quando Steffy e Finn si sposano. La dark lady confessa a tutti quanti di essere la madre biologica di Finn, la nonna paterna di Hayes e la suocera di Steffy. Quest’ultima schiaffeggia pubblicamente l’ex moglie di Eric. Sheila e Jack Finnegan rivelano a tutti quanti di essere i genitori biologici di Finn. La dark lady è veramente felicissima di essersi imparentata coi Forrester, ma nessuno di loro pensa che lei possa liberarsi dal male. L’ex moglie di Eric manipola Deacon, Brooke, Ridge e Taylor. Quando Thomas scopre che Sheila si sta vendicando di Brooke, si allea con la dark lady perché Ridge risposi Taylor. Mentre Steffy ascolta una conversazione tra l’ex moglie di Eric e Thomas, apprende il segreto di Sheila. La dark lady vuole assassinare Steffy, ma finisce per sparare accidentalmente a suo figlio Finn. Credendolo ormai spacciato, Sheila spara anche a Steffy e dopo aver preso i loro effetti personali per farla sembrare una rapina, se ne va. 
Mentre Finn viene dichiarato morto (in realtà verrà salvato in extremis dalla madre adottiva, la dottoressa Li Finnegan, che lo curerà di nascosto nella sua casa), Steffy sopravvive ma soffre di amnesia. In queste circostanze, Taylor, dispiaciuta che Sheila abbia perso suo figlio cerca di starle accanto arrivando a rischiare la sua vita per salvare quella di Sheila quando la donna tenterà il suicidio perché divorata dai sensi di colpa per aver tolto la vita al suo stesso figlio. Quando Steffy recupera la memoria, Sheila viene arrestata ma riesce ad evadere grazie al suo vecchio complice Mike. Sheila si reca da Li per scoprire dov'è stato seppellito Finn e scopre con sua grande sorpresa che in realtà suo figlio è ancora vivo. Dopo aver messo fuori gioco Li, Sheila si occupa di Finn che riprende conoscenza e si ritrova sequestrato dalla folle donna che lo ha messo al mondo e che ha cercato di ucciderlo e di uccidere sua moglie. Tratto in salvo da Li e da Bill Spencer, Finn si riunisce con Steffy mentre Sheila si dà nuovamente alla fuga. 
Intenzionata a restare a Los Angeles nonostante sia ricercata dalla polizia, Sheila mette in atto un folle piano: inscena la sua morte fingendo l'attacco di un orso e per rendere più credibile questa storia, si amputa un dito del piede. La polizia dichiara Sheila Carter morta e la famiglia Forrester tira un sospiro di sollievo. 
Per muoversi liberamente senza essere riconosciuta, Sheila adotta un travestimento con il quale riesce a raggirare Deacon e a passare una notte con lui; svelata la verità, offre all'uomo dei soldi in cambio di un posto sicuro dove poter stare e alla fine Deacon accetta. 
Alcuni mesi dopo però Finn, mai convinto del tutto del decesso della sua madre biologica, analizza il dito amputato ritrovato dalla polizia e convince l'ispettore Baker a riaprire il caso, certo che Sheila abbia solo inscenato la sua morte. Ad accertare la tesi dell'uomo ci sarà un clamoroso incontro tra Steffy Forrester e Sheila Carter, in cui la prima già allarmata dalle ipotesi del marito, noterà che la donna che ha davanti non ha un dito del piede e capirà di essersi imbattuta nella temutissima suocera. 
Di nuovo braccata dalla polizia, Sheila si allea con Bill Spencer. I due iniziano una relazione e grazie a Bill (che ricatterà Finn e Steffy affinché ritirino la denuncia riguardo alla sparatoria) riuscirà ad essere assolta da tutte le accuse tornando così di fatto una donna libera. Ciò che Sheila non sa però, è che in realtà Bill è in combutta con l'FBI e con Ridge Forrester e che il loro piano è quello di indurre la Carter a confessare un omicidio di primo grado così da farla condannare per un reato più grave e farle così finire i suoi giorni in prigione. Il piano riesce e Sheila finisce per confessare a Bill due omicidi; Bill cala la maschera e dopo una colluttazione nella quale Sheila precipiterà dalla terrazza di Bill, avrà inizio un inseguimento. Sheila tenterà di nuovo di avere rifugio a casa di Deacon ma quest'ultimo fa squadra con Ridge e Bill e la polizia raggiunge Sheila, la quale, messa alle strette, ha un attacco di cuore. 
Portata in ospedale, Sheila ha un arresto cardiaco e viene salvata da suo figlio Finn, contro il parere di Li Finnegan che avrebbe voluto lasciar morire la sua nemica giurata. Ripresasi, Sheila viene di nuovo arrestata. Finn, come suo medico, si reca in carcere per visitarla e lì Sheila ha modo di manipolare l'uomo facendo leva sul loro indissolubile legame. E così, quando le confessioni ottenute da Bill si riveleranno essere inaccettabili per la corte e Sheila verrà rilasciata, Finn vedrà la donna con occhi diversi e penserà di poter avere con lei una seconda opportunità. Ciò sarà motivo di conflitto con la moglie Steffy, che alla fine deciderà di lasciare la città per qualche periodo. 
Sheila nel frattempo tornerà tra le braccia di Deacon e i due iniziano una relazione, stavolta alla luce del sole, che culmina in un fidanzamento osteggiato però da Hope Logan. 
Quando Steffy torna in città si mostra particolarmente feroce nel voler tenere Sheila lontana dalla sua vita e soprattutto da quella dei suoi figli. 
In questo frangente Sheila inizia a comportarsi in modo strano e ad assentarsi per incontrare una persona di cui non rivela l'identità. 
Un giorno, Sheila Carter incontra Kelly Spencer, figlia di Steffy, e saluta la bambina. Quando Steffy scopre dell'interazione tra le due va a casa di Sheila e attacca duramente la suocera innescando uno scontro fisico che viene sedato dal tempestivo arrivo di Finn e Deacon. 
Quella sera stessa, mentre Steffy è da sola in casa, Sheila si introduce nell'abitazione e si avventa minacciosamente sulla nuora, che per legittima difesa la pugnala al cuore, uccidendola. 
Mentre il matrimonio di Finn e Steffy attraversa una crisi, Deacon piange la morte della persona che ama e dopo aver organizzato il suo funerale, accompagna la salma in ospedale per la cremazione; durante quest'operazione, Deacon ha modo di vedere che il cadavere ha tutte e dieci le dita dei piedi e di conseguenza non può essere Sheila. 
Deacon, convinto che Sheila sia ancora viva, indaga venendo così a sapere che nei giorni precedenti alla morte, Sheila ha avuto contatti con una certa Sugar. Grazie a Lauren Fenmore, Deacon viene a sapere che Sugar è stata in passato complice di Sheila ma di essere diventata una sua rivale quando Sheila l'ha convinta a sottoporsi con l'inganno ad una chirurgia plastica che l'ha resa identica a lei, grazie a questo stratagemma, Sheila ha fatto arrestare Sugar al suo posto condannandola a trascorrere molti anni in prigione. 
Deacon coinvolge Finn nelle indagini e lo convince che Sheila è una vittima di Sugar; insieme ricostruiscono gli ultimi movimenti di Sheila, arrivando così ad un edificio abbandonato in cui vi trovano Sheila Carter. Quest'ultima viene tratta in salvo e racconta di come Sugar l'abbia rapita con l'intenzione di uccidere Steffy e i suoi bambini e far ricadere la colpa di tutto su di lei, condannandola così all'odio di tutti, specialmente di suo figlio. Sheila racconta inoltre di essere arrivata addirittura ad offrire la sua vita in cambio di quella di Steffy e ciò convince definitivamente Finn del fatto che la sua madre naturale sia cambiata e si dimostra pronto a riaverla nella sua vita.

## Critica
Sheila è spesso considerata come uno dei più famosi "cattivi" della programmazione daytime della televisione statunitense. Per il ruolo di Sheila Carter, Kimberlin Brown è stata nominata al Daytime Emmy come attrice non protagonista nel 1993 e ha vinto due Soap Opera Digest Awards.